# San Isidro Castillotla
San Isidro Castillotla es una colonia en el municipio de Puebla del estado del mismo nombre con aproximación de 46260 habitantes.

## Historia
La colonia San Isidro Castillotla se localiza en el municipio de Puebla entre la calle 11 sur hasta la calle 27 sur. Su clima es templado, ya que esta comunidad se encuentra a una distancia moderada de los famoso volcanes ‘’Iztaccíhuatl’’y ‘’Popocatépetl’’. Se trata de una zona urbana puesto que se puede transitar en calles pavimentadas, son muy transitadas y se encuentra a una hora del centro de la ciudad.
Esta zona se representa por tener calles estables, no existen inundaciones, no hay mucha delincuencia, su código postal 72498, su clave lada es 222 y también cuenta con el famoso ’’Castillo’’ el cual tiene muchas hipótesis pero la historia más verídica que se encontró, fue que este edificio (en los tiempos finales del porfiriato) era una fábrica textil la cual una noche por un corto de electricidad, se incendió y se encuentra abandonada hasta la actualidad donde los delincuentes van a drogarse y hacer vandalismo.
Cuenta con una escuela que caracteriza a la zona, el famoso ‘’Instituto Cultural del Sur’’ y la rodean 3 secundarias oficiales: Tele-secundaria Juan de Palafox y Mendoza, Constitución de 1917 y Escuela Secundaria Técnica Rafaela Camaño García al igual que 2 bachilleres: Bachillerato Oficial General ’’Gregorio de Gante’’ y ’’José Antonio Jiménez de las Cuevas’’.

## Demografía
La población fue aumentando a partir de los años transcurridos(2003), lo cual trajo que esta comunidad creciera de manera acelerada.